# O Suspeito da Rua Arlington
Arlington Road (bra/prt: O Suspeito da Rua Arlington) é um filme de mistério de suspense americano lançado em 1999 dirigido por Mark Pellington. O filme narra a história de um viúvo professor da Universidade George Washington que suspeita que seus novos vizinhos estão envolvidos com terrorismo e se torna obcecado em querer frustrar seu plano terrorista. É protagonizado por Jeff Bridges, Tim Robbins, Joan Cusack e Hope Davis. Ehren Kruger escreveu o roteiro, que venceu a Nicholl Fellowship da Academia de Artes e Ciências Cinematográficas (AMPAS) em 1996. O filme era para ter sido originalmente lançado pela PolyGram Filmed Entertainment, mas foi vendida para a Sony Pictures Entertainment antes que fosse apresentado. A eventual liberação foi o primeiro título para Screen Gems enquanto PolyGram (agora parte da Universal Studios) tratado de direitos estrangeiros.

## Sinopse
Michael Faraday (Jeff Bridges) é um professor de universidade especializado em terrorismo. Sua esposa, uma agente do FBI, morre em um tiroteio. Michael começa a suspeitar de seus novos vizinhos, Oliver Lang (Tim Robbins) e sua esposa Cheryl (Joan Cusack), que ele conhece após salvar o filho do casal, Brady, de um acidente. 
Inicialmente suas suspeitas baseiam-se após uma pequena mentira contada por Lang, e desconfiado de que há algo de errado naquilo, ele começa a investigar o seu passado, e tentar descobrir quem são seus vizinhos e o que eles realmente pretendem.

## Elenco
- Jeff Bridges como Michael Faraday
- Tim Robbins como Oliver Lang/William Fenimore
- Joan Cusack como Cheryl Lang/Fenimore
- Hope Davis como Brooke Wolfe
- Robert Gossett como Agente do FBI Whit Carver
- Spencer Treat Clark como Grant Faraday
- Mason Gamble como Brady Lang/Fenimore
- Stanley Anderson como Dr. Arthur Scobee
- Jordan Craig como Victor

## Recepção

### Bilheteria
Teve um orçamento de produção de US$ 21,5 milhões[carece de fontes?] e arrecadou um bruto mundial de US$ 41 milhões. Foi inaugurado na posição #6 na sua semana de estreia com $7,515,145 atrás de American Pie em primeiro, Wild Wild West em segundo, Big Daddy em terceiro, e Tarzan e The General's Daughter.

### Resposta da crítica
O filme tem uma classificação de 63% no Rotten Tomatoes.

## Lançamento do DVD
O filme foi lançado em 26 de outubro de 1999 por Columbia TriStar Home Video. O DVD foi relançado em Superbit em 12 de fevereiro de 2002 por Columbia TriStar Home Entertainment. A versão do filme lançada em DVD traz um segundo final para o filme.